# Mesomphalia latipennis
Mesomphalia latipennis is een keversoort uit de familie bladkevers (Chrysomelidae). De wetenschappelijke naam van de soort werd in 1856 gepubliceerd door Boheman.